# Obrona Pańskiej Doliny

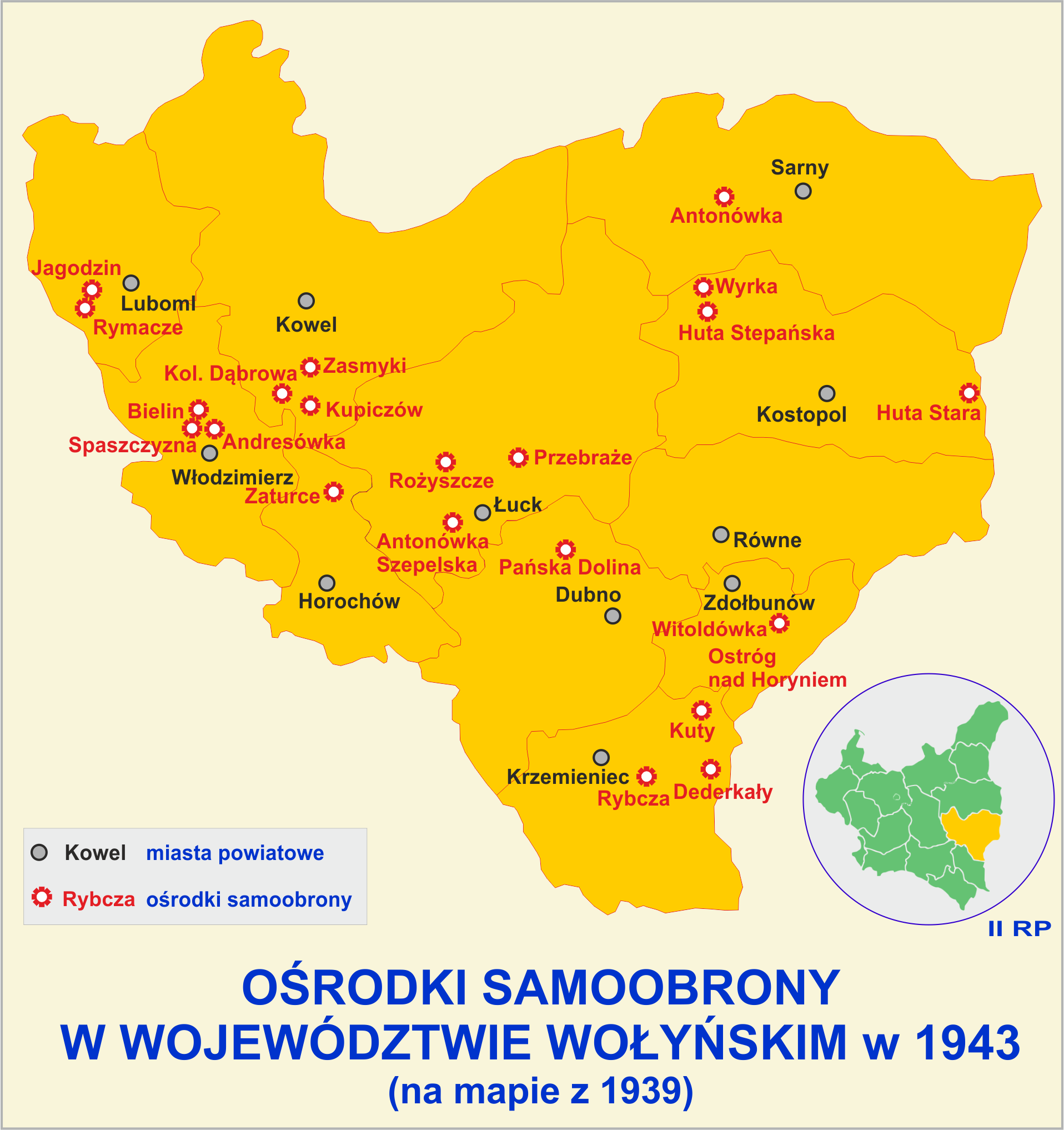

Obrona Pańskiej Doliny – walki obronne polskiego ośrodka samoobrony w kolonii Pańska Dolina, położonej w powiecie dubieńskim województwa wołyńskiego z oddziałami UPA podczas rzezi wołyńskiej w 1943 r. Ośrodek przetrwał do lutego 1944 roku, tj. do zajęcia tych ziem przez Armię Czerwoną i rozbrojenia go przez władze sowieckie.
Pańska Dolina była kolonią liczącą 40 gospodarstw polskich, 11 ukraińskich i 2 czeskie. Na stałe mieszkało w niej około 175 Polaków. Sołtysem w chwili wybuchu wojny był Bronisław Połoszczański.
Początki samoobrony w Pańskiej Dolinie sięgają przełomu 1942/1943 r., jednak w pełni ukształtowała się w maju 1943 r. po napadzie UPA na kolonię Wygoda i zabiciu w niej trzech Polaków. Zgodę na powstanie samoobrony wydał Kreislandwirt Wilhelm Schneider. Dowódcą placówki został Albert Kozłowski – „Jastrząb”. Początkowo było kilkunastu obrońców kolonii, z czasem ich liczba wzrosła do 60. Zorganizowano system wart i patroli, miejscowość obwiedziono rowami strzeleckimi i bunkrami. Od sierpnia 1943 r. placówka miała też wsparcie oddziału partyzanckiego AK.
UPA przeprowadziła cztery nieudane próby rozbicia Pańskiej Doliny. Pierwszy napad nastąpił 22 czerwca 1943 r. w nocy i trwał do rana. Od ognia napastników zginęła mieszkanka kolonii narodowości ukraińskiej, obrońcy nie mieli strat, jednak spaleniu uległa większość budynków krytych strzechą. W walce wyróżniła się drużyna Zygmunta Toczki, która dzięki częstym zmianom stanowisk ogniowych, sprawiła wrażenie, że obrońców jest więcej niż w rzeczywistości. Po pierwszym napadzie Gebietskomissar z Dubna wydał samoobronie 6 karabinów. Samoobrona miała znacznie więcej broni zakupionej od węgierskich i niemieckich żołnierzy oraz znalezionej na pobojowiskach w 1941 roku (ok. 150 sztuk). Wybudowano również z cegieł strażnicę, w której stale dyżurował oddział bojowy z zarejestrowaną bronią. Broń niezarejestrowana pozostawała w ukryciu, gdyż odkrycie jej przez Niemców pociągnęłoby surowe represje.
Drugi atak UPA miał miejsce 14 (lub 27) lipca 1943 r. i podobnie jak pierwszy trwał całą noc. Napastnicy dysponowali działkiem 45mm i moździerzem. Atak udało się odeprzeć dzięki dobremu przygotowaniu do obrony i posiadaniu wystarczającej ilości broni maszynowej i amunicji. Napastnicy mieli jednego zabitego, obrońcy trzech rannych.

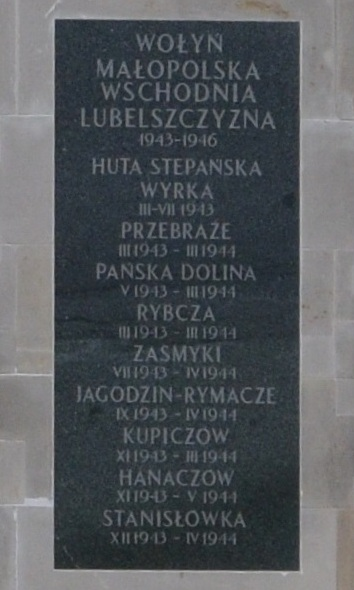
Tablica Grobu Nieznanego Żołnierza w Warszawie wymieniająca Pańską Dolinę

Trzeci atak na Pańską Dolinę przeprowadził 5 sierpnia 1943 r. kureń Maksyma Skorupskiego. Użyto do niego trzech dział 75 mm, które oddały jednak tylko kilka strzałów. Obsługę jednego z dział zlikwidował celnym ogniem Albert Kozłowski. Po 4 godzinach walki, o świcie, upowcy wycofali się straciwszy kilku zabitych i rannych. Po stronie polskiej rany odniósł jeden członek samoobrony i kilka kobiet i dzieci. Skorupski w swoich wspomnieniach nazwał Pańską Dolinę „twierdzą”.
Czwarty atak miał miejsce po południu 22 września 1943 r. Zmiana pory napadu nie spowodowała zaskoczenia u obrońców. Upowców odparto kosztem 2 zabitych i czterech rannych. W pościgu za nimi zapuszczono się do wsi Zady, gdzie była ich baza, którą rozbito. Ukraińcy ponieśli znaczne straty.
Ośrodek samoobrony w Pańskiej Dolinie w szczytowych okresach stanowił schronienie dla ok. 500 Polaków. W kolonii przechowywano także 30 Żydów, co było powodem donosów ukraińskich do władz niemieckich, które często kontrolowały Pańską Dolinę w ich poszukiwaniu. Żydów ukrywał m.in. Bazyli Bogdan, polski Sprawiedliwy wśród Narodów Świata. Przychylność Niemców kupowano łapówkami w postaci artykułów żywnościowych.

## Upamiętnienie
Od 2017 roku obronę Pańskiej Doliny przed UPA upamiętnia tablica przy Grobie Nieznanego Żołnierza w Warszawie.